# Шмогров-Феров
Шмогров-Феров или Смо́горёв-Пря́воз (нем. Schmogrow-Fehrow; н.-луж. Smogorjow-Prjawoz) — коммуна в Германии, в земле Бранденбург.
Входит в состав района Шпре-Найсе. Подчиняется управлению Бург (Шпревальд). Население составляет 867 человек (на 31 декабря 2010 года). Занимает площадь 30,11 км².
Коммуна подразделяется на 2 сельских округа: Шмогров (Смогорёв) и Феров (Прявоз).

## Население
В настоящее время деревня входит в состав культурно-территориальной автономии «Лужицкая поселенческая область», на территории которой действуют законодательные акты земель Саксонии и Бранденбурга, содействующие сохранению лужицких языков и культуры лужичан.
| Год  | Население |
| ---- | --------- |
| 2005 | 979       |
| 2010 | 877       |